# Rivier met bomen
Rivier met bomen is een tekening van Rembrandt in het Musée du Louvre in Parijs.

## Voorstelling
Het stelt een rivier voor waarvan de oevers begroeid zijn met bomen. Op de achterzijde van de tekening schreef Rembrandt het volgende recept:

[om te] etsen witten tarpentyn oly / [daer] toe de helft tarpentyn / tesaemen in een glaesen flesken gedaen en / flesken in suver[?] waeter een ha[lf] [uu]r laeten kooken

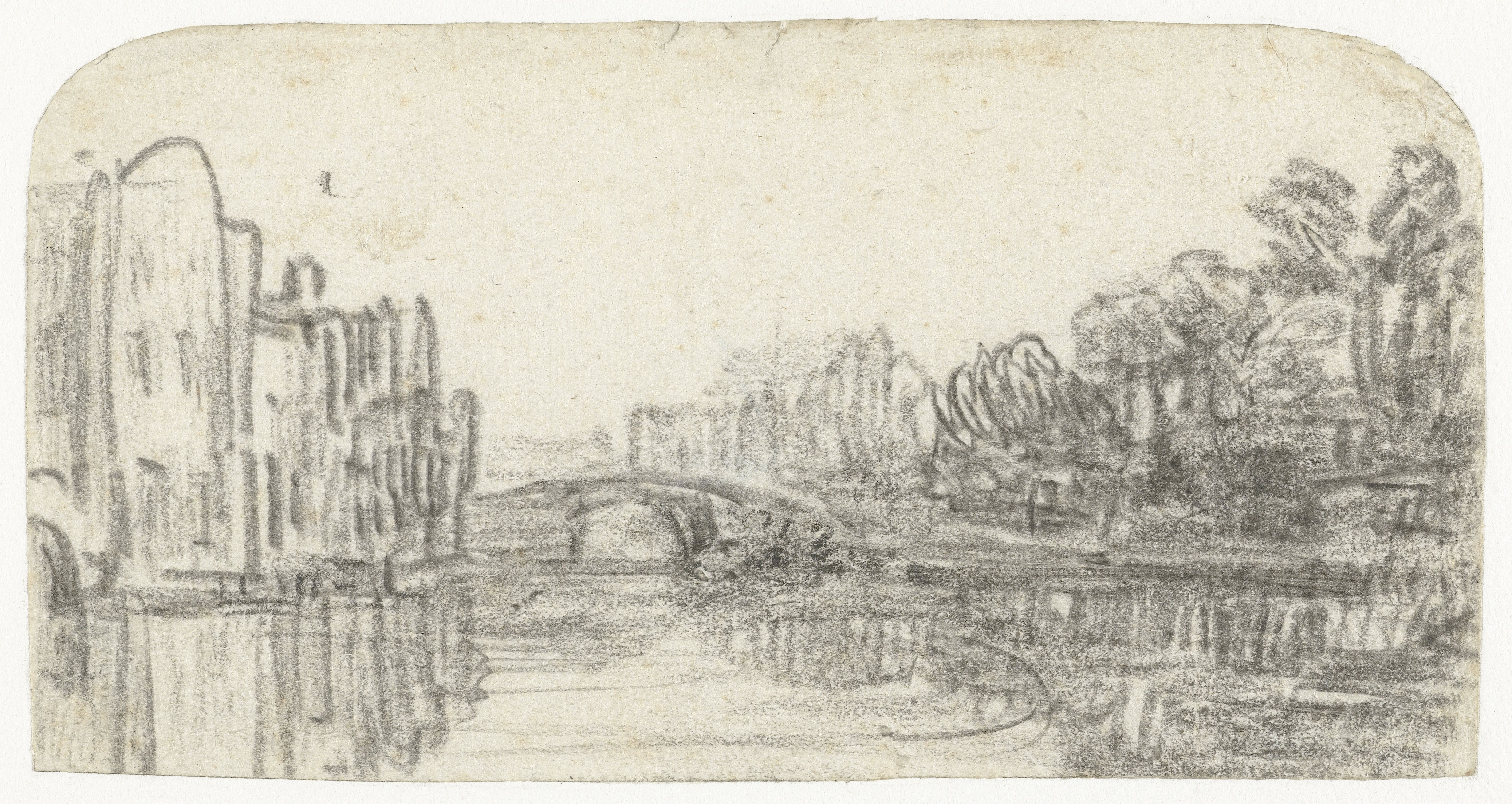
Rembrandt. Gezicht op de Nieuwezijds Voorburgwal in Amsterdam. 1657-1659. Amsterdam, Rijksmuseum Amsterdam.

Dit recept slaat niet op het maken van een zuuroplossing om mee te etsen, zoals soms wordt beweerd, maar op het maken van het vernis dat gebruikt wordt om de drukplaat te beschermen voor aantasting door het zuur.

## Toeschrijving en datering
De tekening wordt aan Rembrandt toegeschreven en meestal gedateerd omstreeks 1654-1655. Alleen Peter Schatborn dateert het 1657 of later. Hij baseert zich hierbij op verwantschap met twee schetsen in zwart krijt met als onderwerp de Nieuwezijds Voorburgwal in het Rijksmuseum in Amsterdam en het Suermondt-Ludwig-Museum in Aken.